# Folkungaslægten
Folkungeslægten er det traditionelle navn for en svensk kongeslægt fra middelalderen som nogle mener har sit navn efter en Folke Filbyter, som imidlertid ikke er en historisk person. Navnet Folkungaslægten er egentlig en historisk misforståelse, og betegnelsen Bjälboslægten efter slægtens stamgods Bjälbo i Östergötland var måske en mere korrekt betegnelse; dog har Folkungaslægten  længe været etableret i den historiske litteratur.
Begrebet Folkungar var i middelalderen nærmest et politisk parti. Med begrebet Folkungaslægten mener man hovedsageligt efterkommere af Birger jarl, som regerede Sverige og Finland 1250-1266.
Folkungaslægten uddøde 1390 med Erik Valdemarsson af Sverige.

## Folkungatiden 1250 – 1389
I Sverige kaldes tiden fra 1250 til 1389 for Folkungatiden. I denne periode blev ni medlemmer af Bjälboslægten statschefer. 
Sveriges ældre middelalder var fra 1050 til 1250. Kalmarunionen blev reelt oprettet i 1389, men først formelt stiftet i 1397. Med afbrydelser varede Kalmarunionen til 1520. 

### Statschef
- Birger jarl, regerende rigsjarl 1248–1266.

### Konger
- Valdemar Birgersson af Sverige (den første konge over et samlet Sverige) konge fra 1250, men først regerende fra 1266, fordrevet 1275.
- Magnus Ladelås, konge af Sverige fra 1275 til 1290.
- Birger Magnusson af Sverige, 1290-1318, fordrevet, begravet i Sankt Bendts Kirke i Ringsted.
- Magnus Smek, svensk konge 1319–1364, norsk konge 1319–1343 (formelt til 1355), også skånsk konge 1332-1360.
- Erik Magnusson af Sverige, modkonge 1356–1359.
- Håkon 6. Magnusson, norsk konge 1355–1380, svensk medkonge 1362–1364.
- Oluf 2., unionskonge under formynderskab af Margrete 1., dansk konge 1376-1387, norsk konge 1380-1387, kandidat til den svenske trone 1387.
- Albrecht af Mecklenburg, svensk konge 1363-1389.